# DigitalOcean
DigitalOcean es un proveedor estadounidense de servidores virtuales privados, con sede principal en la ciudad de Nueva York. La compañía alquila instalaciones de centros de cómputo existentes, incluyendo sitios como Nueva York, Toronto, Bangalore, Ámsterdam, San Francisco, Londres y Singapur.

## Historia
DigitalOcean fue creada en 2011 por Ben y Moisey Uretsky. En marzo de 2012 Mitch Wainer se unió para dirigir los esfuerzos de marketing de la compañía junto al equipo de co-fundación, en ese momento, de los hermanos Uretsky, Jeff Carr y Alec Hartman.
En 2012, DigitalOcean fue aceptada en el programa de aceleración de emprendimiento denominado Tech Stars. Poco tiempo después obtuvo su primera ronda de capital semilla por parte de la empresa IA Venture.
En diciembre 2013, Netcraft dio a conocer un reporte que detallaba el crecimiento de la empresa como la empresa de más rápido crecimiento entre los proveedores de servicios en la nube, sobrepasando Amazon Web Services en el número de computadores enfrentadas a la web. El reporte afirmaba: "Nuestra encuesta de Servidores Web de Diciembre 2013 ha mostrado una ganancia mes a mes de 6,514 computadores enfrentados a la web", agregando "DigitalOcean es ahora la 15ª empresa más grande de alojamiento, en términos de computadores enfrentados a la web".
Para julio de 2018 Netcraft ha catalogado a DigitalOcean como la tercera compañía de alojamiento web más grande del mundo.

## Características
DigitalOcean maneja el concepto de droplet para designar a cada uno de los servidores virtuales, exactamente servidores virtuales privados, los cuales ofrecen en alquiler. Son privados porque DigitalOcean no interviene en nada en su instalación y manejo, limitándose a ofrecer imágenes de los principales sistemas operativos junto con sus repositorios de manera local, lo cual ahorra tiempo y transporte de datos a la larga gracias a los repositorios locales. Además cada droplet de un mismo cliente puede comunicarse única y exclusivamente con otros droplets del mismo cliente por medio de una o más tarjetas de red creando así una red privada virtual de manera local (por ejemplo un droplet con un servidor MySQL y otro droplet con Wordpress instalado y dos tarjetas de red virtuales, una para conectar a la base de datos y otra expuesta a la internet).
Tampoco ofrecen venta de dominios web sino que ofrecen la interfaz web necesaria para que los clientes agreguen, de ser necesario, los dominios web que hayan adquirido a los registros de los DNS de DigitalOcean.
DigitalOcean afirma que sus droplets, su término para llamar a los servidores en la nube, pueden ser aprovisionados típicamente en 55 segundos y como máximo dos minutos; inicialmente con una dirección IPv4 fija. Para ello la compañía ofrece unidades  de almacenamiento SSD para mayor rapidez y virtualización KVM.

### Comunidad DigitalOcean
En este momento DigitalOcean ofrece una comunidad que provee foros para desarrolladores y tutoriales en temas de administración de sistema de código abierto. Desde agosto de 2014 la comunidad recibe 2 millones de visitas por mes y tiene más de 800 tutoriales disponibles.

### API V2
El 24 de junio de 2014, salió a luz la segunda versión de su API ("API V2"), lanzada como versión beta. La nueva API es RESTful, utiliza OAuth y soporta IPv6.

### IPv6
IPv6 fue introducido al sitio de Singapur (SGP1) en el 16 de junio de 2014. El 15 de junio de 2014, DigitalOcean liberó una nueva locación en Londres (LON1), que contó con IPv6 desde sus inicios.

### CoreOS
CoreOS fue introducido el 5 de setiembre de 2014 y está disponible como sistema operativo para los Droplets.

## Incidencias
- El 18 de abril de 2018 el gobierno de Rusia prohibió miles de direcciones IP alojadas en los servidores de DigitalOcean, específicamente las subredes 167.99.0.0/16 y 206.189.0.0/16, ambas en notaciones CIDR.[17][18]